# سیارک ۲۹۳۲
سیارک ۲۹۳۲ (به انگلیسی: 2932 Kempchinsky، نامگذاری:1980TK4) دو هزار و نهصد و سی و دومین سیارک کشف شده‌است که در ۹ اکتبر ۱۹۸۰ کشف شد.
قدر مطلق سیارک برابر ۱۱٫۶۰ است.